# ТЕС Джорф-Ласфар
33°6′17.3″ пн. ш. 8°38′12.1″ зх. д. / 33.104806° пн. ш. 8.636694° зх. д.
ТЕС Джорф-Ласфар — теплова електростанція на атлантичному узбережжі Марокко біля порту Джорф-Ласфар (сотня кілометрів на південний захід від Касабланки). Найпотужніша електростанція в країні.
Площадку для ТЕС обрали на узбережжі південніше від гігантського комплексу з переробки фосфатів Jorf Lasfar Phosphate Hub. Чотири енергоблоки станції, розраховані на використання бітумінозного вугілля, ввели в експлуатацію з 1994 по 2001 роки. Перші два з них обладнали паровими турбінами Alstom потужністю по 330 МВт, а два наступні — паровими турбінами ABB по 348 МВт.
Проект реалізували через Jorf Lasfar Energy Company на умовах build-operate-transfer (будуй-експлуатуй-передай). Наразі станцією керує CMS Generation Company (належить енергетичній компанії емірату Абу-Дабі TAQA), яка також забезпечує постачання вугілля через порт Джорф-Ласфар.
У 2013-2014 роках на станції ввели в експлуатацію ще два вугільні енергоблоки потужністю по 350 МВт. Проект коштував 1,6 млрд доларів США, а генеральним підрядником виступив консорціум у складі японської компанії Mitsui та південнокорейської Daewoo. Цю чергу обладнали паровими турбінами компанії Mitsubishi Heavy Industries. Її спорудження потребувало розширення вугільного терміналу до 7 млн тонн на рік.